# Rufin d'Assise (évêque)
Pour les articles homonymes, voir Rufin d'Assise.
Rufin d'Assise (né à une date incertaine, certainement au milieu du IIe siècle, en Turquie et mort en 238) est un évêque du IIIe siècle, évangélisateur de l'Ombrie, en Italie, premier évêque d'Assise. Il est reconnu comme saint et martyr par l'Église catholique, qui a placé sa fête liturgique au 11 août. Il est le saint patron de la ville d'Assise ainsi que de son diocèse.

## Biographie
Rufin d'Assise se maria et eut un fils, du nom de Cesidio. Malgré cela, il devint évêque de la ville d'Amasya. Après la conversion au christianisme du proconsul romain de cette région, Rufin partit en Italie, accompagné de son fils. Il fonda une première église dans la région italienne des Abruzzes, où son fils Cesidio en prit la charge comme diacre. Lui aussi devint saint après sa mort. 
Quant à Rufin, il déménage à Assise, où il prêcha l'Évangile. Il est considéré comme l'un des premiers missionnaire de l'Ombrie. Par la suite, il devient le premier évêque des villes de Marses et Assise. Mais, en 238, il fut dénoncé aux païens et arrêté par le proconsul Aspasius Paternus. Après avoir été soumis à diverses tortures, Rufin fut condamné à mort. Attaché à une meule, il fut plongé dans une rivière où il mourut noyé.

## Reliques
Quelques ossements et son chef furent ramenés à Assise, où ils furent placés dans un sarcophage sous le maître-autel de la cathédrale Saint-Rufin.